# Algoritmo DPLL
O algoritmo DPLL/Davis-Putnam-Logemann-Loveland é um algoritmo completo baseado em backtracking (re-leitura ou voltar atrás) para decidir a satisfatibilidade das fórmulas de lógica proposicional na forma normal clausal, isto é, para solucionar o problema SAT.
O algoritmo foi introduzido em 1962 por Martin Davis, Hilary Putnam, George Logemann e Donald W. Loveland, sendo um refinamento do algoritmo de Davis-Putnam mais antigo, o qual é baseado num processo de resolução desenvolvido por Davis e Putnam em 1960. Principalmente em publicações antigas, o algoritmo de Davis-Logemann-Loveland é freqüentemente referenciado como “O Método Davis-Putnam” ou o “Algoritmo DP”. Outros nomes comuns que mantém a distinção são DLL e DPLL.
DPLL é um procedimento altamente eficiente, e forma a base para os mais eficientes solucionadores SAT e outros problemas NP-completos que podem ser reduzidos para o problema SAT, e também para muitos provadores de teoremas para os fragmentos da lógica de primeira ordem.

## O Algoritmo
A ideia básica do algoritmo é a de construir uma valoração para uma fórmula fornecida como um conjunto de cláusulas. O algoritmo funciona, inicialmente, selecionando um literal qualquer de uma das cláusulas da fórmula, atribuindo-lhe um valor de verdade. Logo após, simplifica-se a fórmula e então verifica recursivamente se a fórmula simplificada é satisfatível. Se este for o caso, a fórmula original também é satisfatível; do contrário, a mesma verificação recursiva é feita, assumindo agora o valor de verdade oposto. Isto é conhecido como regra de divisão(splitting rule), que divide o problema em dois sub-problemas mais simples. O passo de simplificação, em sua essência, remove todas as cláusulas que se tornam verdade de acordo com a assinatura da fórmula, ou seja, as cláusulas que se tornam verdade a partir da atribuição do valor verdade ao literal escolhido, neste passo, removem-se também todos os literais opostos das cláusulas remanescentes.
O algoritmo DPLL faz o uso das regras abaixo no passo de simplificação:
Propagação UnitáriaSe uma cláusula for uma cláusula unitária, isto é, contém somente um único literal, esta cláusula pode ser satisfeita somente atribuindo o valor necessário para fazer este literal se tornar verdadeiro. Na prática, isto leva à atribuição do valor verdade a outras cláusulas que também possuem este literal, diminuindo assim o espaço de busca.
Eliminação de Literais PurosSe um literal ocorrer somente com uma polaridade na fórmula ele será chamado literal puro. Os literais puros podem sempre ser atribuídos de modo que faça todas as cláusulas que os contêm se tornarem verdadeiras. Assim, estas cláusulas podem ser suprimidas na busca. Esta otimização é parte do algoritmo original de DPLL, mas algumas implementações omitem-na, ou porque o efeito em execuções eficientes é insignificante ou devido ao custo para detectar um literal puro.
A insatisfatibilidade de uma atribuição parcial dada é detectada quando uma cláusula se torna vazia, ou seja, quando uma cláusula tem todos seus literais falsificados através da atribuição de valores verdade aos literais opostos. A insatisfatibilidade completa da fórmula somente pode ser detectada após a busca exaustiva, ou seja, se todas as atribuições parciais possíveis forem insatisfatíveis. A satisfatibilidade da fórmula é detectada quando todas suas variáveis são atribuídas de forma que não gere nenhuma cláusula vazia, em algumas implementações modernas, ocorre quando todas as cláusulas forem satisfeitas.

### Pseudocódigo
O algoritmo DPLL pode ser sumarizado no seguinte pseudocódigo, onde Φ é a fórmula na FNC e μ uma atribuição parcial de verdade que está inicialmente vazia:
```
função DPLL(Φ, μ)
   se todas as cláusulas de Φ forem verdadeiras 
       então retorne verdadeiro;
   se alguma cláusula de Φ for falsa
       então retorne falso;
   se ocorrer uma cláusula unitária c em Φ
       então retorne DPLL(atribuição(c,Φ), μ ∧ c);
   se ocorrer um literal puro c em Φ
       então retorne DPLL(atribuição(c,Φ), μ ∧ c);
   c := escolha_literal(Φ);
   retorne DPLL(atribuição(c,Φ), μ ∧ c) ou DPLL(atribuição(¬c,Φ), μ ∧ ¬c);
```

No pseudocódigo acima, atribuição(c, Φ) é uma função que retorna uma fórmula obtida pela substituição de cada ocorrência de c por verdadeiro, e cada ocorrência do literal oposto por falso na fórmula Φ, e em seguida, simplificando a fórmula resultante. A função DPLL do pseudocódigo retorna verdadeiro se a atribuição final satisfaz a fórmula ou falso se tal atribuição não satisfaz a fórmula. Em uma implementação real, a atribuição satisfatível também é retornada no caso de sucesso (esta foi omitida para maior clareza).

### Outras Considerações
O algoritmo de Davis-Logemann-Loveland depende da escolha do literal ramificado, que é o literal considerado na etapa de backtracking. Em conseqüência, este não é exatamente um algoritmo, mas sim uma família de algoritmos, um para cada maneira possível de escolher o literal ramificado. A eficiência é fortemente afetada pela escolha do literal, existem exemplos no qual o tempo de execução é constante ou exponencial dependendo da escolha dos literais ramificados.